# Chaghcharan (distrikt)
Chaghcharan är ett distrikt i Afghanistan. Det ligger i provinsen Ghor, i den centrala delen av landet, 400 kilometer väster om huvudstaden Kabul. Huvudort är staden Chaghcharan.
Distriktet beräknades år 2022 ha cirka 137 000 invånare.